# Provincia de Pingyuán
Pingyuán fue una antigua provincia de la República Popular de China que existió entre 1949 y 1952. Su capital era Xinxiang, ahora en la provincia de Henan. 

## Historia
La provincia de Pingyuan se estableció el 20 de agosto de 1949 y comprendía las prefecturas adyacentes en las provincias de Henan y Shandong: 
- Xinxiang, Henan (junto con el centro urbano, entonces separado, de la ciudad de Xinxiang)
- Puyang, Henan
- Anyang, Henan (junto con el centro urbano separado de la ciudad de Anyang)
- Heze, Shandong
- Huxi, Shandong
- Liaocheng, Shandong

Pan Fusheng fue el primer jefe del partido comunista de la provincia, y Chao Zhefu fue su único gobernador. En marzo de 1950, varios campesinos y ganado vacuno murieron congelados cuando transportaban granos al almacenamiento del gobierno en la prefectura de Puyang. Pan asumió una responsabilidad parcial por el "Incidente Puyang" y fue degradado a jefe adjunto del partido. Fue reemplazado por Wu De.
La provincia fue abolida el 15 de noviembre de 1952. Sus territorios componentes fueron devueltos a sus provincias originales, con la excepción de los condados de Anyang en Wu'an, Shexian y Linzhang, que fueron transferidos a la prefectura de Handan en Hebei. 

## Divisiones administrativas
| Nombre               | Asiento administrativo | Chino simplificado | Hanyu Pinyin      | Subdivisiones |
| -------------------- | ---------------------- | ------------------ | ----------------- | ------------- |
| Xinxiang             | Xinxiang               | 新乡市             | Xīnxiāng Shì      | Ninguno       |
| Anyang               | Anyang                 | 安阳市             | Ānyáng Shì        | Ninguno       |
| Heze (división)      | Heze (condado)         | 菏泽专区           | Hézé Zhuānqū      | 8 condados    |
| Huxi (división)      | Dianxian               | 湖西专区           | Húxī Zhuānqū      | 2 condados    |
| Liaocheng (división) | Liaocheng (condado)    | 聊城专区           | Liáochéng Zhuānqū | 11 condados   |
| Puyang (división)    | Puyang (condado)       | 濮阳专区           | Púyáng Zhuānqū    | 7 condados    |
| Anyang (división)    | Anyang (condado)       | 安阳专区           | Ānyáng Zhuānqū    | 6 condados    |
| Xinxiang (división)  | Xinxiang (condado)     | 新乡专区           | Xīnxiāng Zhuānqū  | 13 condados   |